# Richmond (circonscription provinciale)
Pour les articles homonymes, voir Richmond.
Circonscription électorale provinciale du Canada
Richmond est une circonscription provinciale québécoise située en Estrie et dans le Centre-du-Québec. La circonscription tire son nom de la ville de Richmond qui fait partie de son territoire.

## Historique
En 1890, le district électoral jumelé de Richmond-Wolfe est divisé en ses deux composants : Richmond et Wolfe. En 1972 la circonscription de Richmond subit un réaménagement important lorsqu’elle perd sa partie sud, incluant la ville de Windsor, au profit des nouvelles circonscriptions de Johnson et Saint-François. Elle gagne en revanche un grand territoire vers le nord provenant de Wolfe, Arthabaska, Drummond et Nicolet. En 1985 elle cède une petite partie de son territoire à Arthabaska, mais gagne la ville de Warwick de cette même circonscription en 1988. En 2001 elle s'agrandit légèrement aux dépens de Johnson.
Nouvelle refonte en profondeur en 2011 quand tout le nord de Richmond est attribué à la nouvelle circonscription de Drummond–Bois-Francs, alors que Richmond s'agrandit au sud dans Johnson et Orford, incluant une partie de la ville de Sherbrooke.

## Territoire et limites
- Cleveland
- Danville
- Ham-Sud
- Kingsbury
- Maricourt
- Melbourne
- Racine
- Richmond
- Saint-Adrien
- Saint-Camille
- Saint-Claude
- Saint-Denis-de-Brompton
- Saint-François-Xavier-de-Brompton
- Saint-Georges-de-Windsor
- Sherbrooke (arrondissement de Rock Forest–Saint-Élie–Deauville)
- Ulverton
- Valcourt (ville)
- Valcourt (municipalité de canton)
- Val-des-Sources
- Val-Joli
- Windsor
- Wotton

## Liste des députés

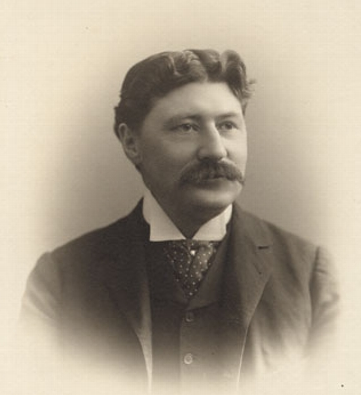
Peter Samuel George Mackenzie est député de 1900 à 1914 pour le Parti libéral du Québec

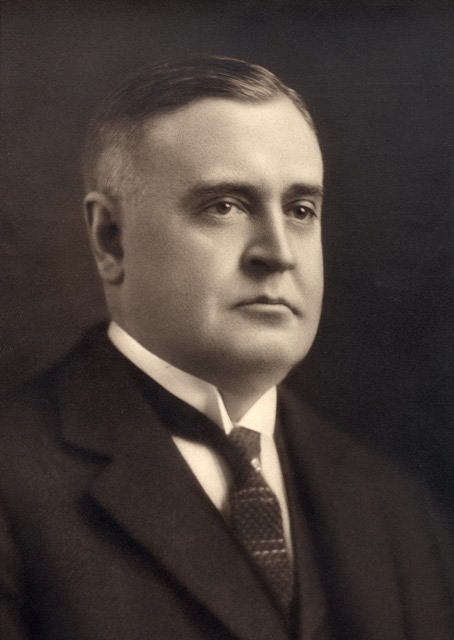
Walter George Mitchell est député de 1914 à 1921 pour le Parti libéral du Québec

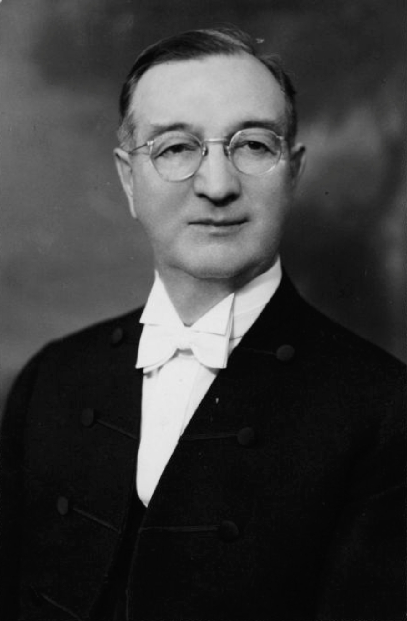
Jacob Nicol est député de 1921 à 1923 pour le Parti libéral du Québec

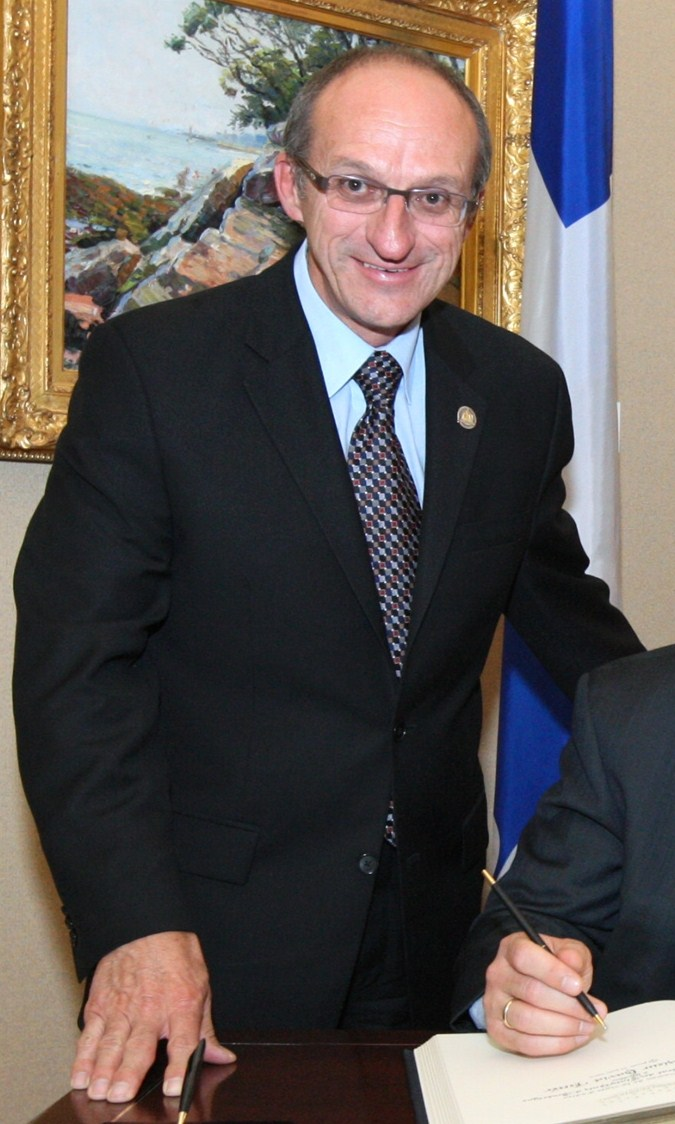
Yvon Vallières est député de 1973 à 1976 et de 1981 à 2012 pour le Parti libéral du Québec. Sa fille, Karine Vallières lui succéda comme député de 2012 à 2018

| Années | Années      | Député                        | Parti                 |
| ------ | ----------- | ----------------------------- | --------------------- |
|        | 1890 - 1892 | Joseph Bédard                 | Conservateur          |
|        | 1892 - 1897 | Joseph Bédard                 | Conservateur          |
|        | 1897 - 1900 | Joseph Bédard                 | Conservateur          |
|        | 1900 - 1904 | Peter Samuel George Mackenzie | Libéral               |
|        | 1904 - 1908 | Peter Samuel George Mackenzie | Libéral               |
|        | 1908 - 1910 | Peter Samuel George Mackenzie | Libéral               |
|        | 1910 - 1912 | Peter Samuel George Mackenzie | Libéral               |
|        | 1912 - 1914 | Peter Samuel George Mackenzie | Libéral               |
|        | 1914 - 1916 | Walter George Mitchell        | Libéral               |
|        | 1916 - 1919 | Walter George Mitchell        | Libéral               |
|        | 1919 - 1921 | Walter George Mitchell        | Libéral               |
|        | 1921 - 1923 | Jacob Nicol                   | Libéral               |
|        | 1923        | Georges-Ervé Denault          | Libéral               |
|        | 1923 - 1927 | Stanislas-Edmond Desmarais    | Libéral               |
|        | 1927 - 1931 | Stanislas-Edmond Desmarais    | Libéral               |
|        | 1931 - 1935 | Stanislas-Edmond Desmarais    | Libéral               |
|        | 1935 - 1936 | Albert Goudreau               | Conservateur          |
|        | 1936 - 1939 | Albert Goudreau               | Union nationale       |
|        | 1939 - 1944 | Stanislas-Edmond Desmarais    | Libéral               |
|        | 1944 - 1948 | Albert Goudreau               | Union nationale       |
|        | 1948 - 1952 | Albert Goudreau               | Union nationale       |
|        | 1952 - 1956 | Émilien Lafrance              | Libéral               |
|        | 1956 - 1960 | Émilien Lafrance              | Libéral               |
|        | 1960 - 1962 | Émilien Lafrance              | Libéral               |
|        | 1962 - 1966 | Émilien Lafrance              | Libéral               |
|        | 1966 - 1970 | Émilien Lafrance              | Libéral               |
|        | 1970 - 1973 | Yvon Brochu                   | Ralliement créditiste |
|        | 1973 - 1976 | Yvon Vallières                | Libéral               |
|        | 1976 - 1981 | Yvon Brochu                   | Union nationale       |
|        | 1981 - 1985 | Yvon Vallières                | Libéral               |
|        | 1985 - 1989 | Yvon Vallières                | Libéral               |
|        | 1989 - 1994 | Yvon Vallières                | Libéral               |
|        | 1994 - 1998 | Yvon Vallières                | Libéral               |
|        | 1998 - 2003 | Yvon Vallières                | Libéral               |
|        | 2003 - 2007 | Yvon Vallières                | Libéral               |
|        | 2007 - 2008 | Yvon Vallières                | Libéral               |
|        | 2008 - 2012 | Yvon Vallières                | Libéral               |
|        | 2012 - 2014 | Karine Vallières              | Libéral               |
|        | 2014 - 2018 | Karine Vallières              | Libéral               |
|        | 2018 - 2022 | André Bachand                 | Coalition avenir      |
|        | 2022 - ...  | André Bachand                 | Coalition avenir      |

## Résultats électoraux
|                                                                                               | Nom                     | Parti              | Nombre de voix | %      | Maj.   |
| --------------------------------------------------------------------------------------------- | ----------------------- | ------------------ | -------------- | ------ | ------ |
|                                                                                               | André Bachand (sortant) | Coalition avenir   | 21 255         | 46,8 % | 12 224 |
|                                                                                               | Philippe Pagé           | Québec solidaire   | 9 031          | 19,9 % | -      |
|                                                                                               | Marylaine Bélair        | Conservateur       | 6 683          | 14,7 % | -      |
|                                                                                               | Jacinthe Caron          | Parti québécois    | 5 803          | 12,8 % | -      |
|                                                                                               | Mona Louis-Jean         | Libéral            | 2 476          | 5,4 %  | -      |
|                                                                                               | Richard Magnan          | Démocratie directe | 112            | 0,2 %  | -      |
|                                                                                               | Raymond de Martin       | Indépendant        | 105            | 0,2 %  | -      |
| Total                                                                                         | Total                   | Total              | 45 465         | 100 %  |        |
| Le taux de participation lors de l'élection était de 72,1 % et 625 bulletins ont été rejetés. |                         |                    |                |        |        |

|                                                                                               | Nom                 | Parti               | Nombre de voix | %      | Maj.  |
| --------------------------------------------------------------------------------------------- | ------------------- | ------------------- | -------------- | ------ | ----- |
|                                                                                               | André Bachand       | Coalition avenir    | 17 011         | 39,6 % | 8 509 |
|                                                                                               | Annie Godbout       | Libéral             | 8 502          | 19,8 % | -     |
|                                                                                               | Colombe Landry      | Québec solidaire    | 8 110          | 18,9 % | -     |
|                                                                                               | Véronique Vigneault | Parti québécois     | 7 654          | 17,8 % | -     |
|                                                                                               | Yves La Madeleine   | Vert                | 680            | 1,6 %  | -     |
|                                                                                               | Karl Brousseau      | Conservateur        | 600            | 1,4 %  | -     |
|                                                                                               | Déitane Gendron     | Citoyens au pouvoir | 353            | 0,8 %  | -     |
| Total                                                                                         | Total               | Total               | 42 910         | 100 %  |       |
| Le taux de participation lors de l'élection était de 72,1 % et 716 bulletins ont été rejetés. |                     |                     |                |        |       |

|                                                                                               | Nom                        | Parti            | Nombre de voix | %      | Maj.  |
| --------------------------------------------------------------------------------------------- | -------------------------- | ---------------- | -------------- | ------ | ----- |
|                                                                                               | Karine Vallières (sortant) | Libéral          | 17 178         | 41,2 % | 5 657 |
|                                                                                               | Étienne-Alexis Boucher     | Parti québécois  | 11 521         | 27,6 % | -     |
|                                                                                               | Alain Dion                 | Coalition avenir | 9 197          | 22 %   | -     |
|                                                                                               | Colombe Landry             | Québec solidaire | 2 833          | 6,8 %  | -     |
|                                                                                               | Aurélie Dion-Fontaine      | Vert             | 563            | 1,3 %  | -     |
|                                                                                               | Vincent Proulx             | Option nationale | 236            | 0,6 %  | -     |
|                                                                                               | Dave Côté                  | Conservateur     | 209            | 0,5 %  | -     |
| Total                                                                                         | Total                      | Total            | 41 737         | 100 %  |       |
| Le taux de participation lors de l'élection était de 72,6 % et 594 bulletins ont été rejetés. |                            |                  |                |        |       |

|                                                                                               | Nom                    | Parti                  | Nombre de voix | %      | Maj. |
| --------------------------------------------------------------------------------------------- | ---------------------- | ---------------------- | -------------- | ------ | ---- |
|                                                                                               | Karine Vallières       | Libéral                | 15 962         | 35,5 % | 269  |
|                                                                                               | Étienne-Alexis Boucher | Parti québécois        | 15 693         | 34,9 % | -    |
|                                                                                               | Marie-Soleil Perron    | Coalition avenir       | 9 751          | 21,7 % | -    |
|                                                                                               | Colombe Landry         | Québec solidaire       | 1 858          | 4,1 %  | -    |
|                                                                                               | Jean-Sébastien Lamothe | Option nationale       | 810            | 1,8 %  | -    |
|                                                                                               | Nick Fonda             | Vert                   | 684            | 1,5 %  | -    |
|                                                                                               | Danielle Voisard       | Coalition constituante | 201            | 0,4 %  | -    |
| Total                                                                                         | Total                  | Total                  | 44 959         | 100 %  |      |
| Le taux de participation lors de l'élection était de 79,3 % et 553 bulletins ont été rejetés. |                        |                        |                |        |      |

## Résultats référendaires
|  | Référendum                     | % du OUI | % du NON | Taux de participation |
|  | Référendum de 1980             | 40,42 %  | 59,58 %  | 86,42 %               |
|  | Accord de Charlottetown (1992) | 42,85 %  | 57,15 %  | 82,99 %               |
|  | Référendum de 1995             | 53,15 %  | 46,85 %  | 93,57 %               |

## Note
1. 1 2  Directeur général des élections du Québec, « Dossiers socio-économiques », 2016 (consulté le 24 août 2018).
2. ↑  Commission de la représentation électorale du Québec, « Rapport final », sur Directeur général des élections du Québec, 14 juin 2017 (consulté le 24 août 2018).
3. 1 2  Directeur général des élections du Québec, « Atlas historique depuis 1965 avec Google Earth », 2011 (consulté le 24 août 2018).
4. ↑  Directeur général des élections du Québec, « Cartes des anciennes circonscriptions électorales provinciales (2001) et des circonscriptions électorales provinciales actuelles (2011) », 2011 (consulté le 17 septembre 2018).
5. ↑  DGEQ, « Résultats élections Québec 2022 », sur electionsquebec.qc.ca (consulté le 2 novembre 2022)
6. ↑  DGEQ, « Résultats élections Québec 2018 », sur electionsquebec.qc.ca (consulté le 15 mai 2019)

### Liens et externes
- « Renseignements sur les circonscriptions provinciales. Richmond », DGEQ, 2015 (consulté le 13 décembre 2015).
- « Les membres de l'Assemblée nationale par circonscription. Richmond », sur www.assnat.qc.ca, Assemblée nationale du Québec, 17 novembre 2015 (consulté le 13 décembre 2015).
- « Référendum du 25 mai 1980 », sur www.dgeq.qc.ca, DGEQ, s.d. (consulté le 13 décembre 2015).
- « Référendum du 26 octobre 1992 », sur www.dgeq.qc.ca, DGEQ, s.d. (consulté le 13 décembre 2015).
- « Référendum du 30 octobre 1995 », sur www.dgeq.qc.ca, DGEQ, s.d. (consulté le 13 décembre 2015).
- [PDF] Richmond, Directeur général des élections du Québec, coll. « Dossier socio-économique », [2014], 76 p. (lire en ligne)